# Ólafur Magnússon
Ólafur Magnússon (1889–1954) byl islandský a dánský portrétní dvorní fotograf.

## Životopis
Ólafur Magnússon byl synem fotografa Magnúse Ólafssona a sám se v letech 1911–1913 vyučil u avantgardního dánského fotografa Sophuse Junckera-Jensena a nějakou dobu také pobýval v Berlíně. Po návratu na Island se Ólafur Magnússon rychle etabloval jako jeden z nejexperimentálnějších a nejkompetentnějších islandských fotografů. Jeho profesionální a kreativní práce se světlem a kompozicí mu vynesla dobrou pověst a jako portrétní fotograf dokázal přimět lidi, aby v ateliéru pózovali přirozeně.
Král Kristián X. navštívil Island v roce 1921 a při této příležitosti byl Ólufur Magnússon jmenován královským dvorním fotografem.
Později se stal známým díky panoramatickým snímkům drsné islandské přírody.

## Galerie

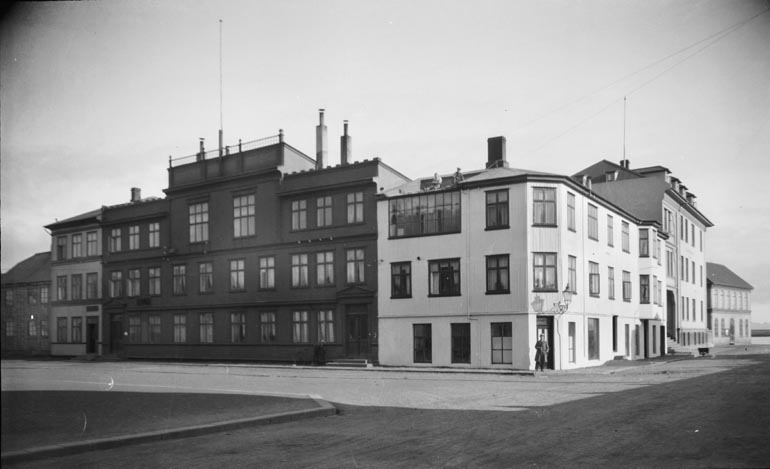
Ateliér Ólafura Magnússona a jeho otce Magnúse Ólafssona
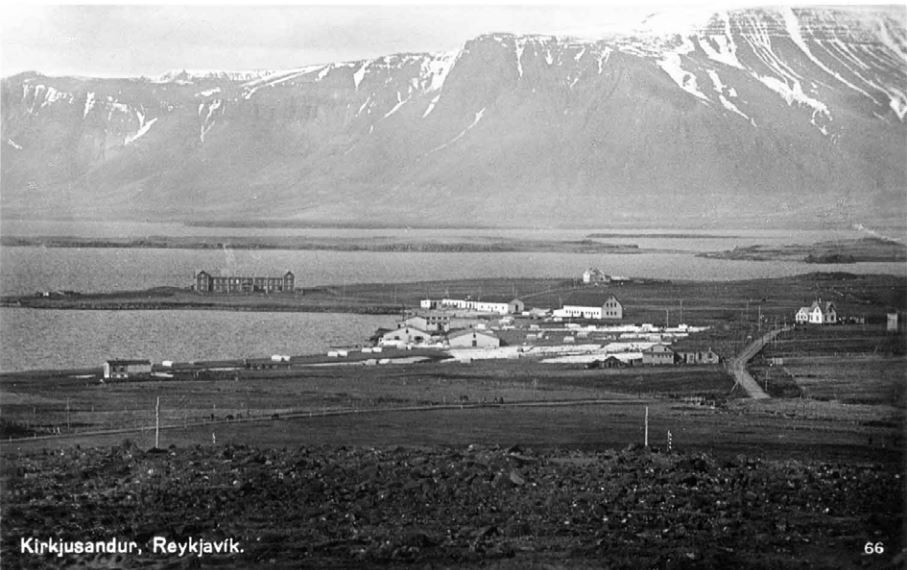
Kirkjusandur, asi 1920